# Departementen van Burkina Faso
De dertien regio's van Burkina Faso
zijn opgedeeld in 45 provincies. Deze zijn
op hun beurt ingedeeld in 301 departementen. Deze staan hieronder
verdeeld per regio en provincie die telkens alfabetisch staan.

## Boucle du Mouhoun

### Balé
- Bagassi
- Bana
- Boromo
- Fara
- Oury
- Pa
- Pompoi
- Poura
- Siby
- Yaho

### Banwa
- Balave
- Kouka
- Sami
- Sanaba
- Solenzo
- Tansila

### Kossi
- Barani
- Bomborokui
- Djibasso
- Dokui
- Doumbala
- Kombori
- Madouba
- Nouna

### Mouhoun
- Bondokuy
- Dedougou
- Kona
- Ouarkoye
- Safane
- Tcheriba

### Nayala
- Gassan
- Gossina
- Kougny
- Toma
- Yaba
- Ye

### Sourou
- Di
- Gomboro
- Kassoum
- Kiembara
- Lanfiera
- Lankoue
- Toeni
- Tougan

## Cascades

### Comoé
- Banfora
- Beregadougou
- Mangodara
- Moussodougou
- Niangoloko
- Ouo
- Sideradougou
- Soubakaniedou
- Tiefora

### Léraba
- Dakoro
- Douna
- Kankalaba
- Loumana
- Niankorodougou
- Oueleni
- Sindou
- Wolonkoto

## Centre

### Kadiogo
- Kadiogo
- Komsliga
- Konki-Ipala
- Koubri
- Pabre
- Saaba
- Tanghin-Dassouri

## Centre-Est

### Boulgou
- Bagre
- Bane
- Beguedo
- Bittou
- Boussouma
- Garango
- Komtoega
- Niaogo
- Tenkodogo
- Zabre
- Zoaga
- Zonse

### Koulpélogo
- Comin-Yanga
- Dourtenga
- Lalgaye
- Ouargaye
- Sangha
- Soudougui
- Yargatenga
- Yonde

### Kouritenga
- Andemtenga
- Baskoure
- Dialgaye
- Gounghin
- Kando
- Koupela
- Pouytenga
- Tensobtenga
- Yargo

## Centre-Nord

### Bam
- Bourzanga
- Guibare
- Kongoussi
- Nassere
- Rollo
- Rouko
- Sabce
- Tikare
- Zimtenga

### Namentenga
- Boulsa
- Bouroum
- D'Argo
- Tougouri
- Yalgo
- Zeguedeguin

### Sanmatenga
- Barsalogho
- Boussouma
- Dablo
- Kaya
- Korsimoro
- Mane
- Namissiguima
- Pensa
- Pibaore
- Pissila
- Ziga

## Centre-Ouest

### Boulkiemdé
- Bingo
- Imasgho
- Kindi
- Kokologho
- Koudougou
- Nanoro
- Pella
- Poa
- Ramongo
- Sabou
- Sigle
- Sourgou
- Thyou

### Sanguié
- Dassa
- Didyr
- Godyr
- Khyon
- Kordie
- Pouni
- Réo
- Tenado
- Zawara

### Sissili
- Bieha
- Boura
- Leo
- Nebielianayou
- Niabouri
- Silly
- To

### Ziro
- Bougnounou
- Cassou
- Sapouy

## Centre-Sud

### Bazéga
- Doulougou
- Gaongo
- Ipelce
- Kayao
- Kombissiri
- Sapone
- Toece

### Nahouri
- Gniaro
- Po
- Tiébélé
- Zecco
- Ziou

### Zoundwéogo
- Bere
- Binde
- Gogo
- Gomboussougo
- Guiba
- Manga
- Nobere

## Est

### Gnagna
- Bilanga
- Bogande
- Koalla
- Liptougou
- Manni
- Piela
- Thion

### Gourma
- Diabo
- Diapangou
- Fada N’gourma
- Matiacoali
- Tibga
- Yamba

### Komondjari
- Gayeri
- Bartiébougou
- Foutouri

### Kompienga
- Kompienga (departement)
- Madjoari
- Pama

### Tapoa
- Bottou
- Diapaga
- Kantchari
- Logobou
- Namounou
- Partiaga
- Tambaga
- Tansarga

## Hauts-Bassins

### Houet
- Badema
- Bama
- Bobo-Dioulasso
- Fo
- Karankasso-Vigue
- Lena
- Peni
- Satiri
- Toussiana

### Kénédougou
- Djigouera
- Koloko
- Kourignon
- Kourouma
- Morolaba
- N'dorola
- Orodara
- Samoghohiri
- Samorogouan
- Sindou

### Tuy
- Bekuy
- Bereba
- Founzan
- Hounde
- Koti
- Koumbia

## Nord

### Loroum
- Banh
- Ouindigui
- Solle
- Titao

### Passoré
- Arbolle
- Bagare
- Bokin
- Gomponsom
- Kirsi
- La-Todin
- Pilimpikou
- Samba
- Yako

### Yatenga
- Kain
- Kalsaka
- Koumbri
- Namissiguima
- Ouahigouya
- Oula
- Rambo
- Seguenega
- Tangaye
- Thiou
- Zogore

### Zondoma
- Bassi
- Boussou
- Gourcy
- Tougo

## Plateau-Central

### Ganzourgou
- Boudry
- Kogho
- Meguet
- Mogtedo
- Zam
- Zorgho
- Zoungou

### Kourwéogo
- Boussé
- Laye
- Niou
- Sourgoubila
- Toeghin

### Oubritenga
- Absouya
- Dapelgo
- Loumbila
- Ziniaré
- Zitenga

## Sahel

### Oudalan
- Deou
- Gorom-Gorom
- Markoye
- Oursi
- Tin-Akof

### Séno
- Bani
- Dori
- Falagountou
- Gorgadji
- Sampelga
- Seytenga

### Soum
- Arbinda
- Baraboule
- Diguel
- Djibo
- Koutougou
- Nassamfou
- Pobe-Mengao
- Tongomayel

### Yagha
- Sebba

## Sud-Ouest

### Bougouriba
- Bondigui
- Diebougou
- Dolo
- Iolonioro
- Tiankoura

### Ioba
- Dano
- Dissin
- Koper
- Niego
- Oronkua
- Ouessa
- Zambo

### Noumbiel
- Batié
- Kpuere
- Legmoin
- Midebdo

### Poni
- Bouroum-Bouroum
- Djigoue
- Gaoua
- Gbomblora
- Kampti
- Loropeni
- Malba
- Nako
- Perigban